# Elena Catena
Elena Catena López o, de casada, Elena Catena de Vindel (Salamanca, 12 de noviembre de 1920 - 19 de enero de 2012) fue una profesora universitaria, filóloga, editora y feminista española. Fue una de las primeras mujeres que obtuvo el doctorado en Filosofía y Letras en la Universidad Complutense de Madrid y la primera que alcanzó el puesto de vicedecana en la misma facultad. En 1960 fue cofundadora del Seminario de Estudios Sociológicos de la Mujer.

## Trayectoria
Nació en Salamanca y se trasladó a Madrid poco después de terminar la Guerra civil española.
Tras la finalización de la guerra y con el inicio de la dictadura, el conjunto del magisterio español sufrió el vacío y situó a las mujeres en una posición social dependiente. Catena se presentó a las oposiciones de Enseñanza Media, en la Cátedra de Lengua y Literatura Españolas, que aprobó en 1949.
Posteriormente, se convirtió en una de las primeras mujeres que obtuvo el doctorado en Filosofía y Letras en la Universidad Complutense de Madrid, la primera que alcanzó el puesto de vicedecana en la misma, profesora de literatura española y profesora emérita tras su jubilación.
A su labor docente se unió su trabajo como editora, siendo responsable en la Editorial Castalia de la colección Clásicos Castalia tras el fallecimiento de Antonio Rodríguez-Moñino y de la Biblioteca de Escritoras en la misma editorial colección dedicada a rescatar las mejores obras de autoras en lengua castellana.
En 2001, editorial Castalia publicó Homenaje a Elena Catena, donde se realizó un recorrido por el trabajo de la autora y sus múltiples facetas, así como por los últimos estudios en aquel momento sobre la literatura española y en el que formaban el comité de honor, entre otros, Fernando Lázaro Carreter, Alonso Zamora Vicente y Carlos Bousoño. Su compromiso con la docencia quedó reflejado en el activo de su trabajo universitario, donde fue ejemplo y compromiso con su alumnado.
En la década de 1960, fue confundadora del Seminario de Estudios Sociológicos de la Mujer (SESM) junto a María Campo-Alange, María Salas Larrazábal, Lilí Álvarez, Concha Borreguero y Consuelo de la Gándara, un núcleo de feminismo moderado e intelectual que impulsó los primeros estudios de género en España y que, encuadrado en el catolicismo progresista, estableció puentes con otros grupos feministas situados más a la izquierda política. El SESM tenía como objetivo ser un espacio de reflexión, diálogo e investigación sobre las mujeres en España y tenían como portavoz la revista Cuadernos para el Diálogo. Tal como señaló la historiadora Elena Grau, "considera a las mujeres como un grupo social atrasado y discriminado en su integración en la sociedad cuya promoción se conseguirá por medio de la educación y la incorporación al mercado de trabajo, para su completa realización en la sociedad reivindicarán el derecho a la educación, al trabajo y a la igualdad jurídica". Perteneció al SESM hasta su desaparición en 1986. No fue ajena ni pasiva, por tanto, a la situación política y vivió con intensidad el fin de la dictadura y el proceso de transición.
Falleció en Madrid el 19 de enero de 2012.

## Obra
Fue autora de múltiples artículos en revistas especializadas, colaboró en distintas publicaciones colectivas y dirigió numerosas tesis. La reseña más completa de sus publicaciones se encuentra reflejada por Pilar Martínez en el libro de homenaje: Homenaje a Elena Catena. Elena Catena (hom.) Castalia, 2001. 84-7039-844-X.

### Artículos de revistas
- "Juan García Hortelano", en Compás de letras. Monografías de literatura española, 1132-7790, Nº 2, 1993 (Ejemplar dedicado a: Juan García Hortelano (1928-1992)), págs. 9-14.
- "Contrapás", en Compás de letras. Monografías de literatura española, 1132-7790, Nº 2, 1993 (Ejemplar dedicado a: Juan García Hortelano (1928-1992)), págs. 201-208."
- El yo de una autor anónimo: "El libro de Alexandre", en Compás de letras. Monografías de literatura española, 1132-7790, Nº 1, 1992 (Ejemplar dedicado a: En torno al yo), págs. 169-185.
- "Azorín, cervantista y cervantino" en Anales cervantinos, 0569-9878, Tomo 12, 1973, págs. 73-113.

### Libros
- Catena López, Elena. Libro de Alejandro. Elena Catena (ed. lit.). Castalia, 1985
- Catena López, Elena. Iniciación a la historia de la Literatura española. Ministerio de Cultura, 1978. 84-500-2677-6.
- Catena López, Elena; Cepeda Adán, José; de Azcárate Ristori, José María. El Romanticismo. Ministerio de Cultura, 1978. 84-500-2678-4.

- Catena López, Elena; Fitzgibbon, J.P.; Roldán, J. Adaptado por Francisco Sánchez Guerra. El español práctico;. Ilustracionse de Goñi; Disques Omnivox. Paris, 1968.
- Catena López, Elena. Mamá es mi amiga. Alameda. Madrid, 1965.

### Como editora
- Poesías y epistolario de amor y de amistad. Gertrudis Gómez de Avellaneda; Elena Catena (ed. lit.).Castalia, 1989. 84-7039-552-1.
- Doña Inés. Azorín (1873-1967); Elena Catena (ed. lit.). Castalia, 1987. 84-7039-153-4.
- Teatro español del siglo XVIII (como editora) (1969)
- Habla y vida de España (junto a Luisa Yravedra, 1958)
- Hernando de Acuña, Varias poesías (como editora, 1954)

### Colaboraciones en obras colectivas
- La primera noche. Eros literario / coord. por M. Covadonga López Alonso, 1989, 84-7491-304-7, págs. 215-220
- La intrahistoria: los sistemas de vida. La época del romanticismo : (1808-1874), Vol. 2, 1989 (Las letras ; Las artes ; La vida cotidiana), 84-239-4993-1, págs. 681-775
- Dramaturgia dieciocheca española. El Teatro del siglo XVIII, 1988, 84-451-0053-X, págs. 22-35
- Pedagogía, moral y educación en el "Eusebio". Historia y crítica de la literatura española / coord. por Francisco Rico, Vol. 4, Tomo 1, 1983 (Ilustración y Neoclasicismo / coord. por José Caso González), 84-7423-212-0, págs. 599-600
- Don Pedro Montengón y Paret: algunos documentos biográficos y una precisión bibliográfica. Actas del cuarto Congreso Internacional de Hispanistas / coord. por Eugenio de Bustos Tovar, Vol. 1, 1982, 84-7481-215-1, págs. 297-304
- Características generales del siglo XVIII. Historia de la literatura española / coord. por José María Díez Borque, Vol. 3, 1982 (Siglos XVIII-XIX), 84-306-2994-7, págs. 13-89
- Características generales del siglo XVIII. Historia de la literatura española / coord. por José María Díez Borque, Vol. 2, 1975 (siglo XVII-XVIII), 84-251-0155-7, págs. 259-324
- Noticia bibliográfica sobre las obras de don Pedro Montegón y Paret: (1745-1824). Homenaje a la memoria de Don Antonio Rodríguez-Moñino: 1910-1970 / Antonio Rodríguez-Moñino (hom.), 1975, 84-7039-175-5, págs. 195-204
- Un comentario de texto para estudiantes extranjeros: Carta de Teresa Panza a Sancho Panza, su marido. El comentario de textos, Vol. 1, 1973, 84-7039-151-8, págs. 380-402